# Acanthepeira cherokee
Acanthepeira cherokee là một loài nhện trong họ Araneidae.
Loài này thuộc chi Acanthepeira. Acanthepeira cherokee được Herbert Walter Levi miêu tả năm 1976.